# Diurideae
Diurideae es una tribu de plantas perteneciente a la subfamilia Orchidoideae dentro de la familia Orchidaceae. 
Está compuesta principalmente de especies de  hábitos terrestres, que se encuentran principalmente en el sudeste de Asia, Japón, Nueva Zelanda y  principalmente donde se encuentran la gran mayoría de las especies, Australia, siempre en los lugares de climas más suaves. No están dispersas en continuas extensiones de tierra, y por lo tanto son esencialmente especies endémicas.
En Diurideae hay orquídeas con características muy diferentes, tanto en lo que respecta a la morfología vegetativa como a la floral.  Las únicas características que todos presentan son las raíces o tallos tuberosos, las flores por lo general con viscidio y polinia sin caudículas, y la columna sin alas apicales, estrecha en la base de las anteras.

## Subtribus y géneros
- Subtribu: Acianthinae
  - Géneros: Acianthus - Corybas - Cyrtostylis - Stigmatodactylus - Townsonia
- Subtribu: Caladeniinae
  - Géneros:  Adenochilus - Aporostylis - Caladenia - Cyanicula - Elythranthera - Ericksonella - Eriochilus - Glossodia - Leptoceras - Pheladenia - Praecoxanthus
- Subtribu: Cryptostylidinae
  - Géneros: Coilochilus - Cryptostylis
- Subtribu: Diuridinae
  - Géneros: Diuris - Orthoceras
- Subtribu: Drakaeinae
  - Géneros: Arthrochilus - Caleana - Chiloglottis - Drakaea - Myrmechila - Spiculaea
- Subtribu: Megastylidinae
  - Géneros: Burnettia - Leporella - Lyperanthus - Megastylis - Pyrorchis - Rimacola - Waireia
- Subtribu: Prasophyllinae
  - Géneros: Genoplesium - Microtis - Prasophyllum
- Suctribu: Rhizanthellinae
  - Géneros: Rhizanthella
- Subtribu: Thelymitrinae
  - Géneros:  Calochilus - Epiblema - Thelymitra